# Stichobasini
De Stichobasini zijn een geslachtengroep van vlinders uit de familie van de zakjesdragers (Psychidae).
Deze geslachtengroep bevat één geslacht namelijk Stichobasis Kirby, 1892